# (3791) Marci
(3791) Marci es un asteroide perteneciente al cinturón de asteroides, descubierto el 17 de noviembre de 1981 por Antonín Mrkos desde el Observatorio Kleť, České Budějovice, República Checa.

## Designación y nombre
Designado provisionalmente como 1981 WV1. Fue nombrado Marci en honor al médico, astrónomo y filósofo checo Johannes Marcus Marci.